# Дреники
Дреники (укр. Дреники) — село на Украине, находится в Чудновском районе Житомирской области.
Код КОАТУУ — 1825887703. Население по переписи 2001 года составляет 102 человека. Почтовый индекс — 13214. Телефонный код — 4139. Занимает площадь 0,365 км².

## Адрес местного совета
13214, Житомирская область, Чудновский р-н, с.Столпов, ул.Шевченко, 27в